# P.J. Philander

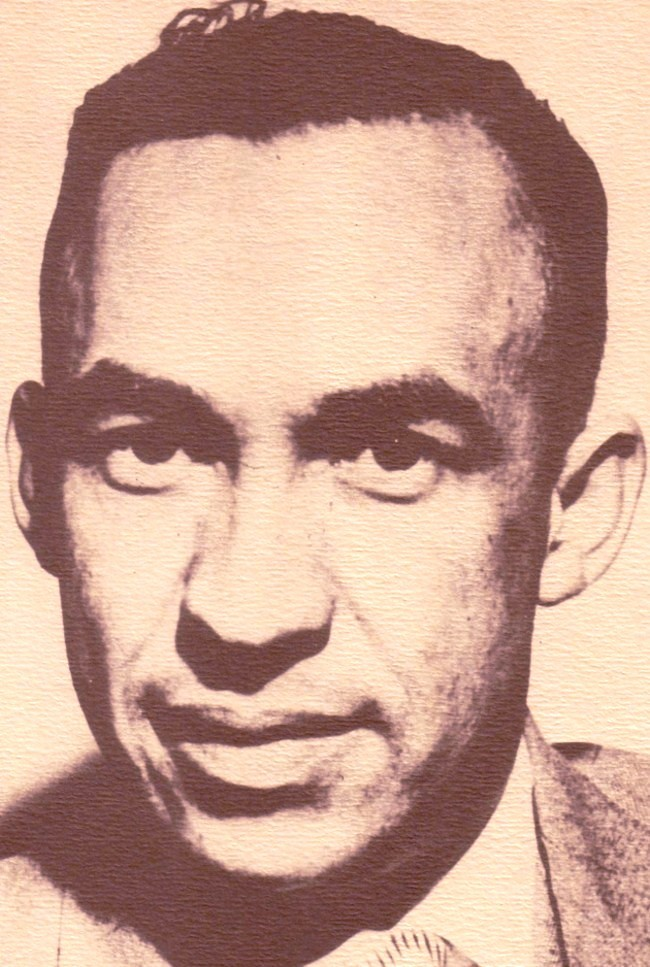
P.J. Philander

Peter John Philander (Caledon, 5 november 1921 – Las Vegas, 7 februari 2006) was een Zuid-Afrikaanse schrijver en dichter

## Biografie
P.J. Philander, soms ook Piet Philander genoemd, ging naar de lagere school (de Nederduits Gereformeerde Kerk-Zendingschool) in Caledon en studeerde van 1936 tot 1939 voor onderwijzer aan de Opleidingschool Zonnebloem in Kaapstad, in District Six. Zijn eerste baan als onderwijzer was in Calvinia. Na een korte periode in Plettenbergbaai keerde hij in 1942 terug naar Calvinia, waar hij zijn werk combineerde met een studie aan de Universiteit van Suid-Afrika (UNISA). In 1947 behaalde hij zijn bachelor. Vervolgens was hij, als docent of als hoofd, aan verschillende hogescholen verbonden, te Genadendal, in Athlone en Kaapstad. In 1969 emigreerde hij met zijn vrouw naar de Verenigde Staten. Volgens de in die tijd heersende apartheidswetten behoorde Philander tot de kleurlingbevolking. Hij ging zijn gehele Zuid-Afrikaanse leven gebukt onder de ondergeschikte positie die mensen zoals hij gedwongen waren in te nemen. Ook dreigde hij zijn huis bij Rondebosch te moeten verlaten op grond van de Groepsgebiedenwet. Bovendien hoopte hij op een betere medische behandeling voor de hartkwaal waar hij al sind zijn jeugd aan leed.
In de VS woonde hij in New York en gaf les in Engels, godsdienst en aardrijkskunde aan een Quakersschool op Long Island. In 1986 ging hij met pensioen en in 1988 overleed zijn vrouw. De laatste tien jaar van zijn leven woonde hij in Las Vegas, in de buurt van een van zijn zonen. In 2006 stierf Philander aan de gevolgen van zijn hartkwaal.

## De dichter
Tijdens zijn verblijf op Genadendal schreef hij zijn eerste gedichten. Zijn eerste bundel, Uurglas, verscheen in 1955. Het bevat een aantal lange verzen, die een historisch-geografische achtergrond hebben. De bundel Zimbabwe bestaat uit acht lange, epische gezangen over de ondergang van een groot rijk; zijn laatste bundel Trialoog verscheen in 2002. De titel verwijst naar een gesprek vanuit het perspectief van een zwarte, een bruine en een witte man. Philander schreef ook een roman, Rebunie, en een aantal korte verhalen, gebundeld in Hoefyster vir die hart. Rebunie is het deels autobiografische verhaal over de lotgevallen van een gekleurde schoolhoofd en diens onderwijzer in het dorp Calvinia. Ter gelegenheid van zijn 75e verjaardag publiceerde Tafelberg een verzamelbundel, samengesteld door Daniel Hugo.